# سیارک ۱۱۷۷۳۶
سیارک ۱۱۷۷۳۶ (به انگلیسی: 117736 Sherrod، نامگذاری:2005GQ22) صد و هفده هزار و هفتصد و سی و ششمین سیارک کشف شده‌است که در ۴ آوریل ۲۰۰۵ کشف شد.